# Club Bàsquet Girona 2004-2005
Questa voce raccoglie le informazioni riguardanti il Club Bàsquet Girona nelle competizioni ufficiali della stagione 2004-2005.

## Stagione
La stagione 2004-2005 del Club Bàsquet Girona è la 17ª nel massimo campionato spagnolo di pallacanestro, la Liga ACB.

## Roster
Aggiornato al 25 novembre 2021.
| Casademont Girona 2004-05 | Casademont Girona 2004-05 |
| Giocatori                 | Staff tecnico             |
| ------------------------- | ------------------------- |

| N. | Naz.                                            | Ruolo | Nome              | Anno | Alt.   | Peso   |  |
| -- | ----------------------------------------------- | ----- | ----------------- | ---- | ------ | ------ |  |
| 4  | Stati Uniti (bandiera)                          | AP    | Robert Conley     | 1977 | 198 cm | 96 kg  |  |
| 4  | Spagna (bandiera)                               | AC    | Jordi Trias       | 1980 | 206 cm | 106 kg |  |
| 5  | Belgio (bandiera)                               | C     | Éric Struelens    | 1969 | 208 cm | 120 kg |  |
| 6  | Spagna (bandiera)                               | P     | Albert Sàbat      | 1985 | 180 cm | 78 kg  |  |
| 7  | Stati Uniti (bandiera)                          | C     | Kevin Thompson    | 1971 | 209 cm | 118 kg |  |
| 8  | Argentina (bandiera) · Spagna (bandiera)        | P     | Lucas Victoriano  | 1977 | 190 cm | 88 kg  |  |
| 9  | Australia (bandiera) · Inghilterra (bandiera)   | C     | Paul Rogers       | 1973 | 213 cm | 108 kg |  |
| 11 | Stati Uniti (bandiera) · Inghilterra (bandiera) | G     | Terrell Myers     | 1974 | 186 cm |        |  |
| 13 | Spagna (bandiera)                               | AG    | Nacho Biota       | 1975 | 202 cm |        |  |
| 14 | Spagna (bandiera)                               | C     | Toni Espinosa (C) | 1971 | 202 cm |        |  |
| 21 | Stati Uniti (bandiera)                          | GA    | Luke Recker       | 1978 | 198 cm | 98 kg  |  |
| 22 | Spagna (bandiera)                               | A     | Sergi Grimau      | 1975 | 200 cm |        |  |
| 23 | Spagna (bandiera)                               | AP    | Albert Ros        | 1981 | 193 cm |        |  |
| 33 | Francia (bandiera)                              | C     | Cyril Julian      | 1974 | 206 cm | 106 kg |  |
| 33 | Stati Uniti (bandiera)                          | GA    | Maurice Carter    | 1976 | 196 cm | 95 kg  |  |
| 44 | Francia (bandiera)                              | P     | Stéphane Dumas    | 1978 | 189 cm | 77 kg  |  |
| -  | Spagna (bandiera)                               | AC    | Sergi Clavaguera  | 1985 | 200 cm |        |  |

| Allenatore                                                            |
| - Edu Torres                                                          |
| Assistente/i                                                          |
| - José Luis Abós Legenda - (C) Capitano - (IN) Inattivo - Infortunato |

## Mercato

### Sessione estiva
| Acquisti | Acquisti         | Acquisti          | Acquisti   | Acquisti |
| R.a      | Nome             | da                | Modalità   |          |
| -------- | ---------------- | ----------------- | ---------- | -------- |
| GA       | Luke Recker      | Pall. Roseto      | definitivo |          |
| P        | Lucas Victoriano | Real Madrid       | definitivo |          |
| C        | Kevin Thompson   | Valladolid        | definitivo |          |
| A        | Sergi Grimau     | Valls             | definitivo |          |
| AG       | Nacho Biota      | Breogán           | definitivo |          |
| C        | Cyril Julian     | Pau-Lacq-Orthez   | definitivo |          |
| AP       | Albert Ros       | Calpe             | definitivo |          |
| P        | Stéphane Dumas   | Joventut Badalona | definitivo |          |
| AP       | Robert Conley    | Nea Filadelfia    | definitivo |          |

| Cessioni | Cessioni        | Cessioni           | Cessioni       | Cessioni |
| R.       | Nome            | a                  | Modalità       |          |
| -------- | --------------- | ------------------ | -------------- | -------- |
| P        | Rafael Jofresa  |                    | ritirato       |          |
| AG       | Andy Panko      | Siviglia           | fine contratto |          |
| C        | John Thomas     | Minnesota T'wolves | fine contratto |          |
| GA       | Marco Sambugaro | Mens Sana Siena    | fine contratto |          |
| AG       | Ademola Okulaja | Pall. Treviso      | fine contratto |          |
| P        | Sydney Johnson  | Mens Sana Siena    | fine contratto |          |
| AC       | Jordi Trias     | Barcellona         | fine contratto |          |

### Dopo l'inizio della stagione
| Acquisti | Acquisti       | Acquisti    | Acquisti      | Acquisti   |
| R.       | Nome           | da          | Data          | Modalità   |
| -------- | -------------- | ----------- | ------------- | ---------- |
| AC       | Jordi Trias    | Barcellona  | gennaio 2005  | prestito   |
| GA       | Maurice Carter | Virtus Roma | 1 aprile 2005 | definitivo |

| Cessioni | Cessioni       | Cessioni       | Cessioni         | Cessioni       |
| R.       | Nome           | a              | Data             | Modalità       |
| -------- | -------------- | -------------- | ---------------- | -------------- |
| AP       | Robert Conley  | Saski Baskonia | 11 novembre 2004 | fine contratto |
| AP       | Albert Ros     | Valls          | 28 dicembre 2004 | rescissione    |
| C        | Cyril Julian   | Valencia       | gennaio 2005     | rescissione    |
| C        | Éric Struelens | Panellīnios    | 9 febbraio 2005  | rescissione    |
| GA       | Luke Recker    | Free agent     | marzo 2005       | rescissione    |